# Antonov An-3

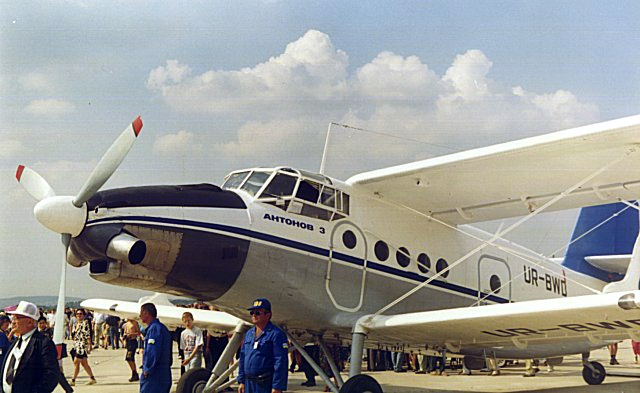
An-3 med starkare motor och spetsigare nos.

Antonov An-3 är ett enmotorigt propellerflygplan, tillverkad av den ukrainska flygplanstillverkaren Antonov. Den är en uppdaterad version av modellen An-2. Denna modell har en turbopropmotor och bättre luftkonditionering, samt bättre prestanda vid start och flygning än originalet.
Ett tiotal An-2:or har uppdaterats hittills.
An-3 har en spetsigare nos än An-2 och har bättre flygegenskaper bland annat kortare startsträcka, så kallad STOL.